# Arael Argüellez
Arael Argüellez Rodríguez (La Reina, 30 aprile 1987) è un calciatore cubano, portiere del Cienfuegos e della Nazionale cubana.

## Carriera

### Club
Ha sempre giocato nel campionato cubano.

### Nazionale
Ha esordito in Nazionale nel 2014.